# جبل شايب البنات
جبل شايب البنات هو أحد جبال البحر الأحمر في الصحراء الشرقية في مصر يقع إلى الغرب من مدينة الغردقة عند دائرة عرض 27 درجة شمالا وخط طول 33.5 درجة شرقي خط جرينتش تقريبا، ويعد هذا الجبل أعلى قمة جبلية في الصحراء الشرقية بارتفاع يصل إلى 2185 متر وهو عبارة عن كتلة بارزة من الصخور النارية تنحدر من جوانبها مجموعة من الوديان شديدة الانحدار وكثيرة الانعطاف.